# Goriški muzej
Goriški muzej je pokrajinski splošni muzej, ki se prvenstveno ukvarja z varovanjem in proučevanjem premične kulturne dediščine na Goriškem. Ustanovljen je bil leta 1952. Sedež ima na Gradu Kromberk pri Novi Gorici.

## Dejavnost
Goriški muzej deluje na območju slovenske Goriške in pokriva ozemlje enajstih severno-primorskih občin. Zaradi obmejne lege se povezuje s sorodnimi italijanskimi kulturnimi ustanovami v Furlaniji-Julijski krajini.
Za raziskovanje domoznanske problematike gradi knjižnico z domoznansko literaturo v slovenskem in italijanskem jeziku. Rezultate raziskav objavlja v svojem zborniku Goriški letnik in lastnih publikacijah.
V muzeju so zastopane vse muzejske stroke in sicer na oddelkih za arheologijo, zgodovino, etnologijo, umetnostno zgodovino, konservatorsko-restavratorske delavnice, avdiovizualno dokumentacijo in prezentacijo nematerialne kulturne dediščine.

## Zgodovina muzeja
Goriški muzej je bil ustanovljen z odločbo Okrajnega ljudskega odbora Gorica septembra 1952. Njegov sedež je bil sprva v solkanski osnovni šoli, tri leta kasneje so sedež preselili na grad Kromberk. Leta 1958 se je Goriškemu muzeju pridružil Tolminski muzej skupaj z muzejsko zbirko Gregorčičeve rojstne sobe na Vrsnem in muzejsko zbirko v Trenti. V naslednjih letih se je dejavnost Goriškega muzeja razširila v zgornjo Vipavsko dolino in na Kras, kjer so nastale nove dislocirane muzejske zbirke. Leta 2000 se je Tolminska muzejska zbirka osamosvojila in deluje kot samostojni javni zavod.

## Grad Kromberk
Plemiška družina Coronini von Cronberg je grad zgradila domnevno v začetku 17. stoletja (1609), delno na temeljih starejšega gradu iz 13. stoletja. Dvonadstropna grajska stavba je po zasnovi in videzu renesančna. Sestavlja jo osrednje poslopje skoraj kvadratnega tlorisa, na vogalih ima štiri stolpe. V obeh svetovnih vojnah je grad pogorel. Požar je uničil notranjo opremo, knjižnico in arhiv. Obsežna obnovitvena dela je grad doživel po letu 1954, ko se je vanj naselil Goriški muzej.
V grajskem parku in pritlični vhodni veži je manjši lapidarij, v katerem je več grbov goriških plemiških družin. V prvem nadstropju je stalna razstava umetnostnozgodovinskega in kulturnozgodovinskega oddelka: galerija starejše umetnosti, kulturnozgodovinski oddelek s poudarkom na slikarstvu 19. stoletja s slikami Franca Kavčiča in Jožefa Tominca. Glavni prostor v tem delu je namenjen porokam. V drugem nadstropju so občasne arheološke, zgodovinske in etnološke razstave tematskega značaja. 
Namen muzejske zbirke na Gradu Kromberk je, da poda vsaj delno podobo zgodovinskega, kulturnega in družbenega razvoja od najstarejših časov do danes na območju delovanja te ustanove.

## Zbirke
Muzej ima poleg gradu v Kromberku še druge muzejske zbirke in spominske objekte: 
- Muzejska zbirka Vila Bartolomei v Solkanu,
- Muzejska zbirka Grad Dobrovo z Galerijo Zorana Mušiča na Dobrovem v Goriških Brdih,
- Muzejska zbirka Ajdovščina (razstava Castra in zbirka fosilov Staneta Bačarja)
- Vojaški stražarski stolp v Vrtojbi,
- Razstava Državna meja na Goriškem od 1945 do 2004 v stavbi železniške postaje v Novi Gorici,
- Muzej Spomni se name v Mirnu
- Spominska hiša Alojza Gradnika v Medani.
- Spominski muzej heroja Mihajla v Šempasu

V okviru javne službe izvaja strokovni nadzor v:
- Galeriji Avgusta Černigoja in Muzeju kočij v Lipici,
- Galeriji Lojzeta Spacala in etnološki zbirki Kraška hiša v Štanjelu,
- Galeriji Rika Debenjaka v Kanalu,
- Marijanski muzej na Sveti Gori,
- Spominski hiši družine Kosovel v Tomaju.

## Goriški letnik
Goriški muzej od leta 1974 izdaja zbornik Goriški letnik, ki je vsakoletna periodična publikacija, v kateri zunanji in notranji strokovni sodelavci objavljajo strokovne članke in prispevke krajevnega pomena s področja zemljepisa, zgodovine, etnologije, arheologije, umetnostne zgodovine, literarne zgodovine in drugih družbenih ved.